# وادک استانچاک
وادک استانچاک (به انگلیسی: Wadeck Stanczak) (زاده ۳۰ نوامبر ۱۹۶۱) بازیگر لهستانی است.
از کارهای معروف او می‌توان به بازی در فیلم‌های قرار ملاقات، صحنه جرم، بازگشت کازانووا و یک زندگی خشن اشاره کرد.